# Polje ob Sotli
Polje ob Sotli je naselje v Občini Podčetrtek, med krajema Podčetrtek in Bistrica ob Sotli.
Sredi vasi stoji cerkev sv. Miklavža, ki se prvič omenja leta 1545 kot podružnica Sv. Petra in je župnijska cerkev istoimenske župnije.
Poleg cerkve stoji tudi šola, zgrajena okoli leta 1836, ki je delovala do leta 1981, leta 2025 pa so jo ponovno odprli kot dislocirano enoto III. Osnovne šole Rogaška Slatina za otroke s posebnimi potrebami.
V Polju ob Sotli se je rodil duhovnik, pisatelj in politik Januš Golec.